# ارس یاغ‌لی‌کند
ارس یاغ‌لی‌کند (به لاتین: Araz Yağlıkənd) یک منطقه مسکونی در جمهوری آذربایجان است که در شهرستان فضولی واقع شده است.